# Drosera peruensis
Drosera peruensis este o specie de plante carnivore din genul Drosera, familia Droseraceae, ordinul Caryophyllales, descrisă de T.R.S.Silva și M.D.Correa. Conform Catalogue of Life specia Drosera peruensis nu are subspecii cunoscute.

## Galerie